# Janel Parrish
Janel Meilani Parrish (ur. 30 października 1988 w Oʻahu) – amerykańska aktorka, piosenkarka i pianistka. Znana z filmu Bratz: The Movie z 2007 roku.
W 1999 zagrała małą epizodyczną rolę w serialu Too Rich: The Secret Life of Doris Duke, a następnie pojawiła się w dwóch odcinkach serialu Słoneczny patrol. W 2000 zagrała w wyprodukowanym przez Walt Disney Pictures musicalu Geppetto. Następnie pojawiała się w pojedynczych odcinkach seriali telewizyjnych: The O'Keefes, The Bernie Mac Show, Zoey 101 oraz Życie na fali. W 2007 zagrała jedną z głównych ról w filmie Bratz: The Movie. W latach 2007–08 pojawiła się też w trzech epizodach w serialu Herosi. 
W 2007 podpisała kontrakt z wytwórnią Geffen Records na nagranie albumu muzycznego. 7 lipca 2007 wydała swój pierwszy singiel zatytułowany Rainy Day. Piosenka ta znalazła się też na albumie ze ścieżką dźwiękową do filmu Bratz: The Movie. Obecnie gra Monę w serialu Słodkie Kłamstewka.
Jesienią 2014 roku brała udział w 19 edycji programu Dancing with the Stars, gdzie partnerował jej Valentin Chmerkovskiy, z którym zajęła 3. miejsce.
8 września 2018 wyszła za Chrisa Longa.